# レッドマルベリー
レッドマルベリー(Morus rubra)は、北アメリカの東部から中央部に自生するクワ科の植物である。オンタリオ州、ミネソタ州、バーモント州から南はフロリダ州南部、西はサウスダコタ州南東部、ネブラスカ州、カンザス州、テキサス州中央部までに分布する。ニューメキシコ州、アイダホ州、ブリティッシュコロンビア州には、恐らく帰化した結果である、孤立した群落があると報告されている。
アメリカ合衆国では一般的であるが、カナダでは、アジアから移入したマグワとの交配のため、絶滅危惧種に指定されている。

## 記載
落葉性で、高さ10-15mになり、稀に20mになることもある。幹の直径は、最大50cmになる。木としては小型から中型で、125年生きるものもある。
葉は互生で、長さ7-18cm（稀に36cm）、幅8-12cmと、マグワの葉の2倍程度の大きさになる。葉は幅広いハート形で、根本部分に浅い切込みがある。特に若い木では2－3の裂片があり、葉縁は細かい鋸歯状になる。上面が光沢のあるマグワの葉とは異なり、葉の上面は非常にざらざらした紙やすりのような質感であり、下面は柔らかい毛状突起で密に覆われている。葉柄を切断すると乳のような樹液が滲み出てくる。秋になると、葉は黄色に色づく。0℃以下で生きるのは難しく、干ばつ、汚染、貧土壌に対しては、マグワと比べても弱い。
花は小さな黄緑色または赤みがかった緑色で比較的目立たず、葉が出てくる前に開く。雄花と雌花は通常は別の木に付くが、同じ木に付くこともある。果実はいくつかの痩果が集まってがくに包まれた房となっており、ブラックベリーに似た外見で、長さは2-3cmである。最初は淡緑色であるが、熟すと赤色から深紫色になる。北アメリカでは、春から初夏になると鳥が食べる。アーカンソー州では、31種類の鳥が集まってきたという記録がある。

## 利用
果実は食用でき、とても甘い。1607年にバージニア州東部を探検した最初のイギリスからの入植者は、レッドマルベリーの木と果実が豊富にあり、ポウハタンはそれを時には煮て食べていたと記録している。今日では、生で食べたり、ペイストリーのフィリングに用いられたり、発酵させてワインが作られることもある。
木材は乾燥させて肉の燻製に用いられ、マイルドで甘い香りを与える。チョクトーは、若い木の内樹皮を用いて、衣服を作る。